# Anticoagulant
Un anticoagulant est une substance chimique ayant la propriété d'inhiber la coagulabilité naturelle du sang. Le sang ainsi traité ne coagulera pas ou alors moins vite, mais gardera la même viscosité. L'usage principal de l'anticoagulant est à visée médicale.

## Coagulation et anticoagulation

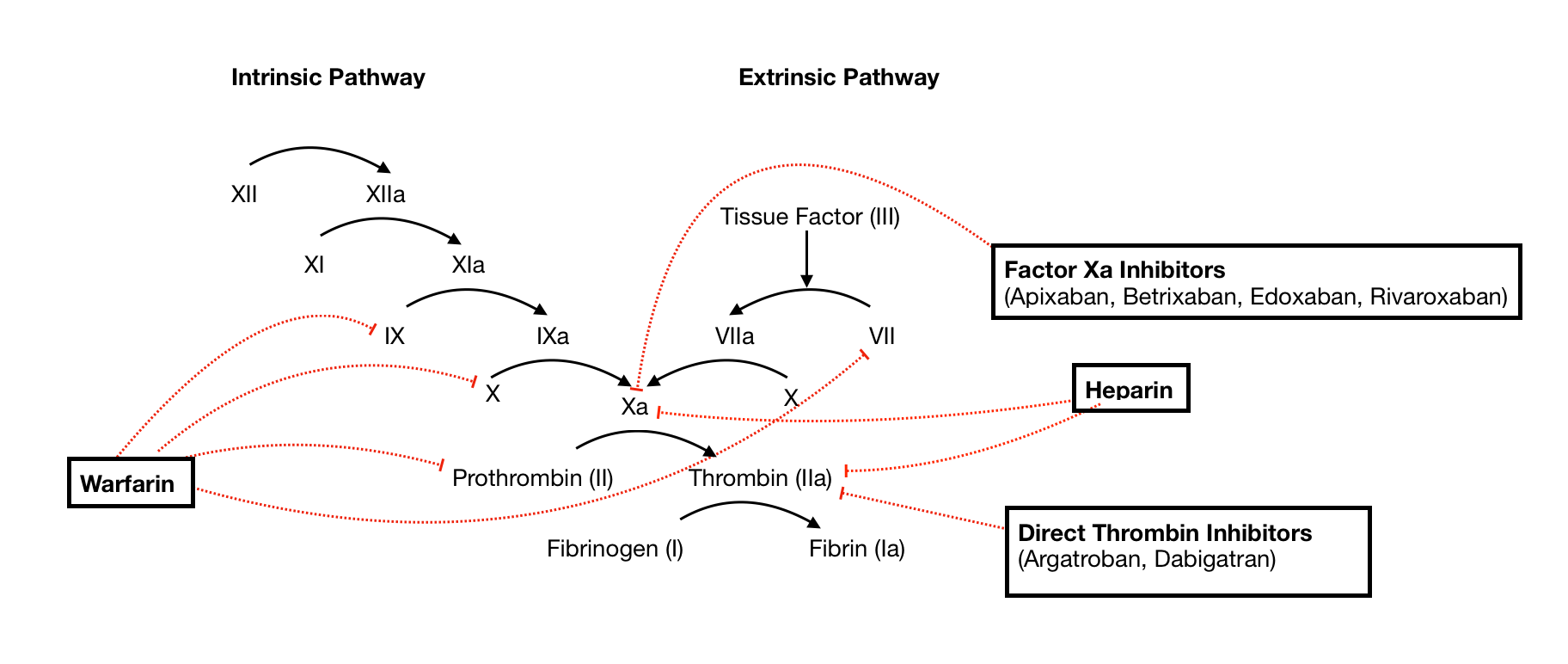
Certains facteurs impliqués dans la cascade de la coagulation sont ciblés par les médicaments anticoagulants.

La coagulation est un phénomène physiologique, procédant en cascade et faisant intervenir plusieurs protéines plasmatiques. Ce processus une fois mis en jeu aboutit à la formation d'un caillot (un clou plaquettaire), qui dans le fonctionnement physiologique non pathologique permet de freiner ou de juguler les hémorragies. La coagulation du sang peut être induite par un processus mécanique : en cas de stase, le sang immobile coagule par disparition de l'effet de pompe ; ou encore par mise en jeu de réactions physiologiques.
La coagulation sanguine naturelle est régulée par la présence de divers facteurs de coagulation qui de concert se chargent d'un équilibre normal entre les tendances naturelles à la coagulation et celles à l'anticoagulation.
La production des facteurs de coagulation activant la coagulabilité dépend de la vitamine K. Les antagonistes de la vitamine K (AVK) tels des dérivés de la coumarine, comme l'acénocoumarol (Sintrom) ou le phénprocoumone (Marcoumar) permettent une inhibition de la production de ces facteurs, cette production étant dépendante de la vitamine K.
Dans certains cas, ce processus de coagulation (l'hémostase) doit d'être corrigé ou modifié à l'aide d'un anticoagulant, en traitement ou en prévention de certains troubles et le degré d'anticoagulation lors de l'utilisation de ces médicaments dépend d'un grand nombre de facteurs, souvent peu connus. Ce qui implique un contrôle régulier du degré d'anticoagulation au moyen d'un examen sanguin, la mesure du temps de Quick.

## Indications et usages
Les anticoagulants sont principalement indiqués en prévention et/ou en traitement des troubles thrombo-emboliques. 
Ces troubles sont induits par un ralentissement de la perfusion du plasma sanguin dans les tissus et les causes sont nombreuses. Elles peuvent être mécaniques ou fonctionnelles : le flux sanguin normal peut être perturbé, provoquant une stase sanguine et induisant un risque de formation d'un thrombus.
Les causes d'origines mécaniques se manifestent par un retour sanguin s'effectuant de façon inefficace, comme dans le cas de l'insuffisance veineuse ou artérielle : phlébite, thrombose veineuse profonde et embolie pulmonaire ou encore AOMI notamment ; la perfusion sanguine peut être perturbée en cas de pathologies ischémiques comme l'accident vasculaire cérébral ischémique, l'accident ischémique transitoire ou l'infarctus du myocarde (l'ischémie provoquant un ralentissement de la perfusion de liquide).
Les causes fonctionnelles sont liées à d'autres maladies, comme dans le cas de l'insuffisance cardiaque : c'est le cas de la fibrillation auriculaire ou ventriculaire (les battements du cœur étant irréguliers, il y a un risque de stase sanguine augmentée) ; ou encore dans le cas de développement de cellules métastatiques, celles-ci conduisant à des complications mécaniques de type phlébite.
En prévention, les anticoagulants sont indiqués par exemple en cas de pose de valve cardiaque mécanique (la valve mécanique, corps étranger, favorise la formation de caillots; une valve dite biologique en péricarde de veau ou équin nécessitant que 3 mois d'anticoagulation après sa mise en place en l'absence d'autre facteur de risque thromboembolique ), en cas d'alitement prolongé ou de perte de la mobilité majeure, pour des causes mécaniques.
Les anticoagulants sont également indiqués en traitement de maladies ou de syndromes agissant sur la concentration des thrombocytes, comme dans le cas de la coagulation intravasculaire disséminée.
Certains anticoagulants sont indiqués en renfort thérapeutique ou en relais d'autres anticoagulants en cas d'hémostase augmentée.

### Autres usages

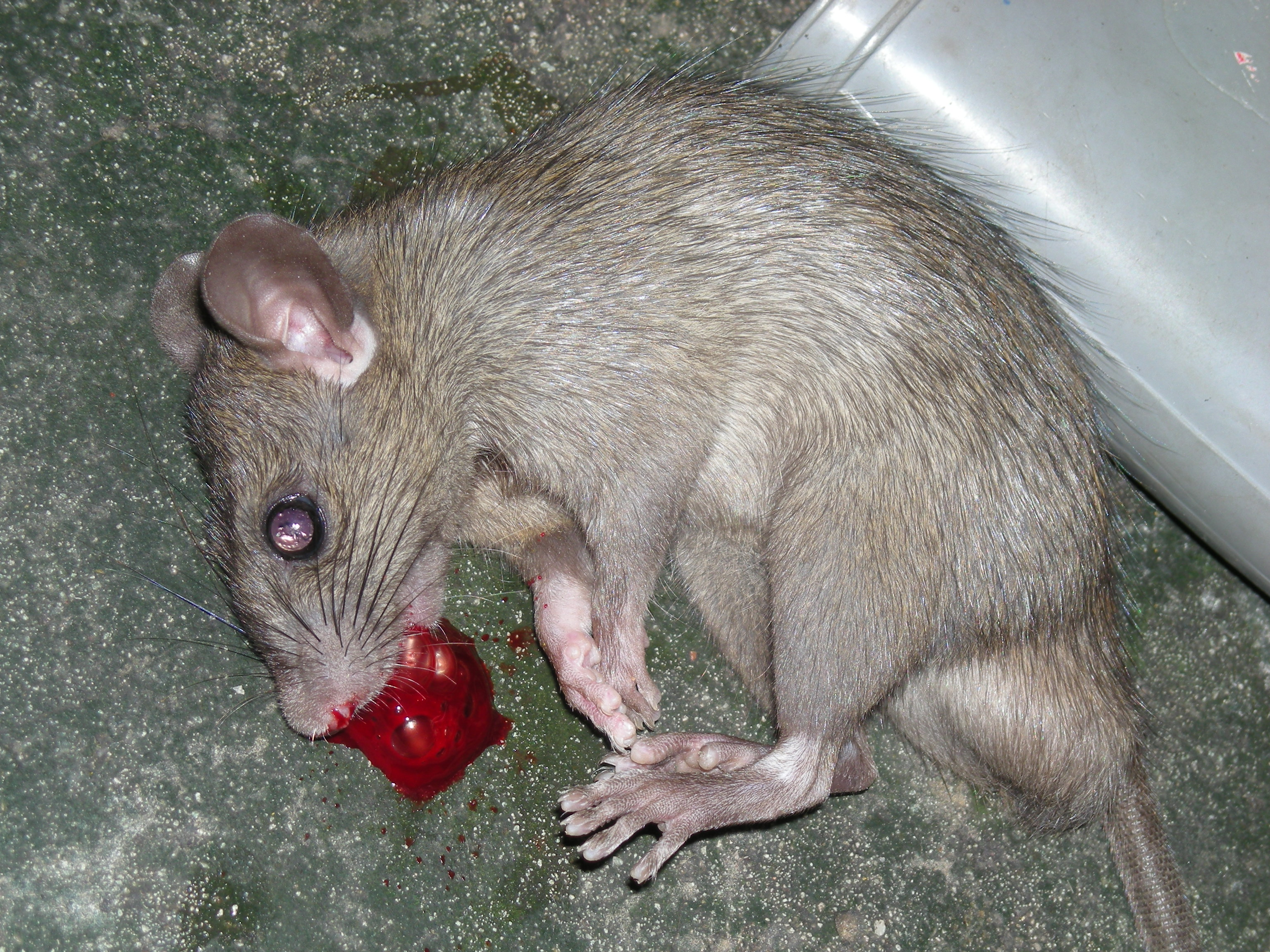
Hémorragie chez un rat après consommation d'un raticide.

Des anticoagulants sont notamment utilisés comme raticides (ex : warfarine, Bromadiolone...), avec des apparitions de phénomènes de résistance.
Les anticoagulants sont par ailleurs utilisables in vitro afin de rendre le sang prélevé incoagulable lors de la mise en place de dispositifs médicaux comme la circulation extra-corporelle (héparine) ou encore en technique laboratoire (citrate, héparine, oxalate, EDTA).
Des substances anticoagulantes sont présentes dans la salive des animaux hémophages et facilitent le passage du sang après la morsure ou piqûre entre autres de :
- moustiques,
- taons,
- sangsues, (hirudine)
- puces,
- chauve-souris vampires (draculine)

Elles sont également constituantes de nombreux venins de serpents.

## Spécialités médicamenteuses
De nombreux produits sont disponibles ou en cours d'études : 
- Héparine et dérivés :
  - Héparine de bas poids moléculaire ;
  - Fondaparinux disponible commercialement, idraparinux en cours de développement ;
  - Inhibiteurs directs du facteur Xa : Rivaroxaban, Otamixaban ;
- Antivitamine K dont les dérivés de la coumarine, la warfarine, le fluindione ;
- Inhibiteurs de la thrombine :
  - Hirudine, Bivalirudine en intra-veineux ;
  - Ximélagatran, inhibiteur efficace par voie orale mais dont le développement a été arrêté du fait de ses effets secondaires ;
  - dabigatran, Odiparcil.
- Inhibiteurs du facteurs Xa :
  - Rivaroxaban
  - Apixaban
  - Bétrixaban
  - Édoxaban

Les deux dernières classes (inhibiteurs de la thrombine et du facteur Xa) ont été regroupées sous le nom de nouveaux anticoagulants oraux (NACO) ou anticoagulants oraux directs (AOD).
D'autres anticoagulants existent. Voir la famille des  inhibiteurs des Protéases de la coagulation.
Les antiagrégants plaquettaires, bien que pouvant avoir des effets proches, ne sont pas considérés habituellement comme des anticoagulants.

## Effets secondaires
Cliniquement, l'emploi d'un anticoagulant à visée curative doit voir diminuer la manifestation (disparition de la thrombose par exemple). Un surdosage peut provoquer des saignements inopinés s'extériorisant aux orifices naturels (epistaxis, gingivorragie, métrorragie...) et se traduit biologiquement par une augmentation de l'INR ou du temps de Quick pour la plupart.